# Industrias Kaiser Argentina
 (août 2017).
Si vous disposez d'ouvrages ou d'articles de référence ou si vous connaissez des sites web de qualité traitant du thème abordé ici, merci de compléter l'article en donnant les références utiles à sa vérifiabilité et en les liant à la section « Notes et références ».
Pour les articles homonymes, voir IKA.

La société Industrias Kaiser Argentina S.A., plus connue sous le simple sigle IKA, était un constructeur automobile argentin dont l'activité a commencé au milieu des années 1950 et s'est achevée en 1979.

## Histoire
La société est créée le 19 janvier 1955 à Córdoba en Argentine sous le nom Industrias Kaiser Argentina S.A. , d'où l'acronyme IKA. C'est le fruit d'une coentreprise entre la société d'Etat argentine IAME - Industrias Aeronáuticas y Mecánicas del Estado et le constructeur américain Kaiser Motors qui, en proie à d'énormes difficultés financières aux États-Unis décide d'aller faire fortune ailleurs.
Le 12 mars 1955, pose de la première pierre de l’usine de montage « Santa Isabel », construite par IKA à 10 km au sud-ouest du centre de Córdoba (« le Détroit argentin »), ville du centre nord de l’Argentine à près de 800 km de Buenos-Aires où étaient déjà installés l'ensemble des usines des  IAME - Industrias Aeronáuticas y Mecánicas del Estado, qui, en plus de produire divers modèles d'avions, fabriquaient des modèles de voitures et de véhicules utilitaires de conception locale). 
Le 27 avril 1956, la production sous licence du modèle IKA Jeep Willys 4x4 commence puis, en 1958 arrive le modèle "Kaiser Carabela", version argentine de la "Kaiser Manhattan" américaine. En 1959, le "responsable du développement" d'IKA, James McCloud, découvre chez Alfa Romeo le modèle 1900 dont la production vient de s'arrêter et achète les droits de licence ainsi que l'outillage pour fabriquer la carrosserie et tout l'aménagement intérieur. Le modèle est baptisé IKA Kaiser Bergantin. Peu après, IKA se lance dans la petite voiture avec la "IKA Dauphine" sous licence de la Régie Nationale des usines Renault.
Au début des années 60, avant les investissements de Ford, General Motors et Chrysler, la direction de l'entreprise comprend que "IKA ne serait pas compétitif sur le secteur de marché représenté par le Chevrolet 400, le Ford Falcon et le Valiant, si on continuait à tenir bon au Bergantin et à la Carabela", pour laquelle elle entame des négociations avec l'American Motors Corp. À l'issue de ces négociations, ladite société accorde les licences et apporte un apport en capital qui lui permet de conserver 3,74% du capital social, en démarrant la production des véhicules de la marque Rambler en 1961 et arrêt de la production des véhicules anciens  

Le rachat de Siam Di Tella Automotores (qui fabriquait des modèles sous licence BMC), sous la forme de la société CIDASA, a mis l'entreprise dans une situation financière délicate. Ceci, ajouté à la décision de Kaiser Corp. de se retirer de l'activité automobile (en 1970, il finirait par vendre la Kaiser Jeep à AMC aux États-Unis), fait qu'en 1967, Renault devient l'actionnaire majoritaire avec 35% des parts. IKA est alors renommé IKA Renault.

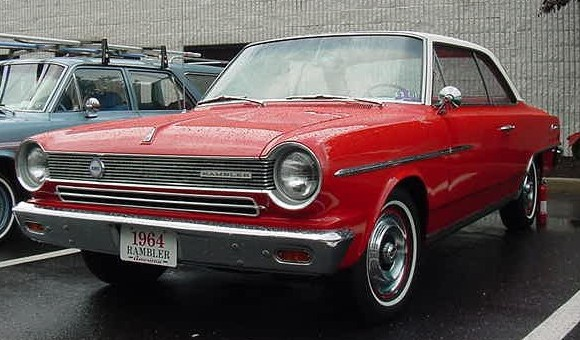
IKA Rambler Torino

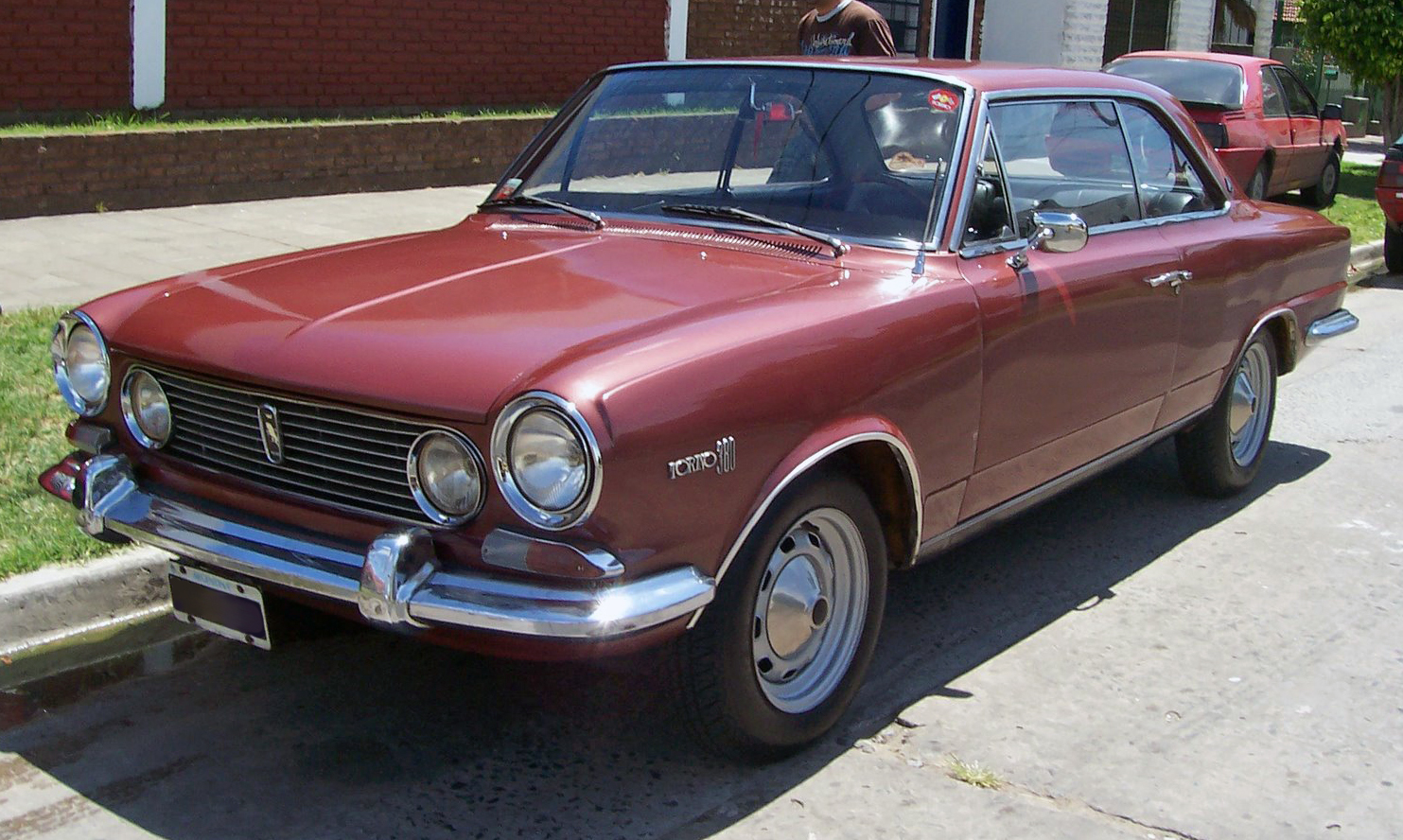
IKA Torino signé Pininfarina

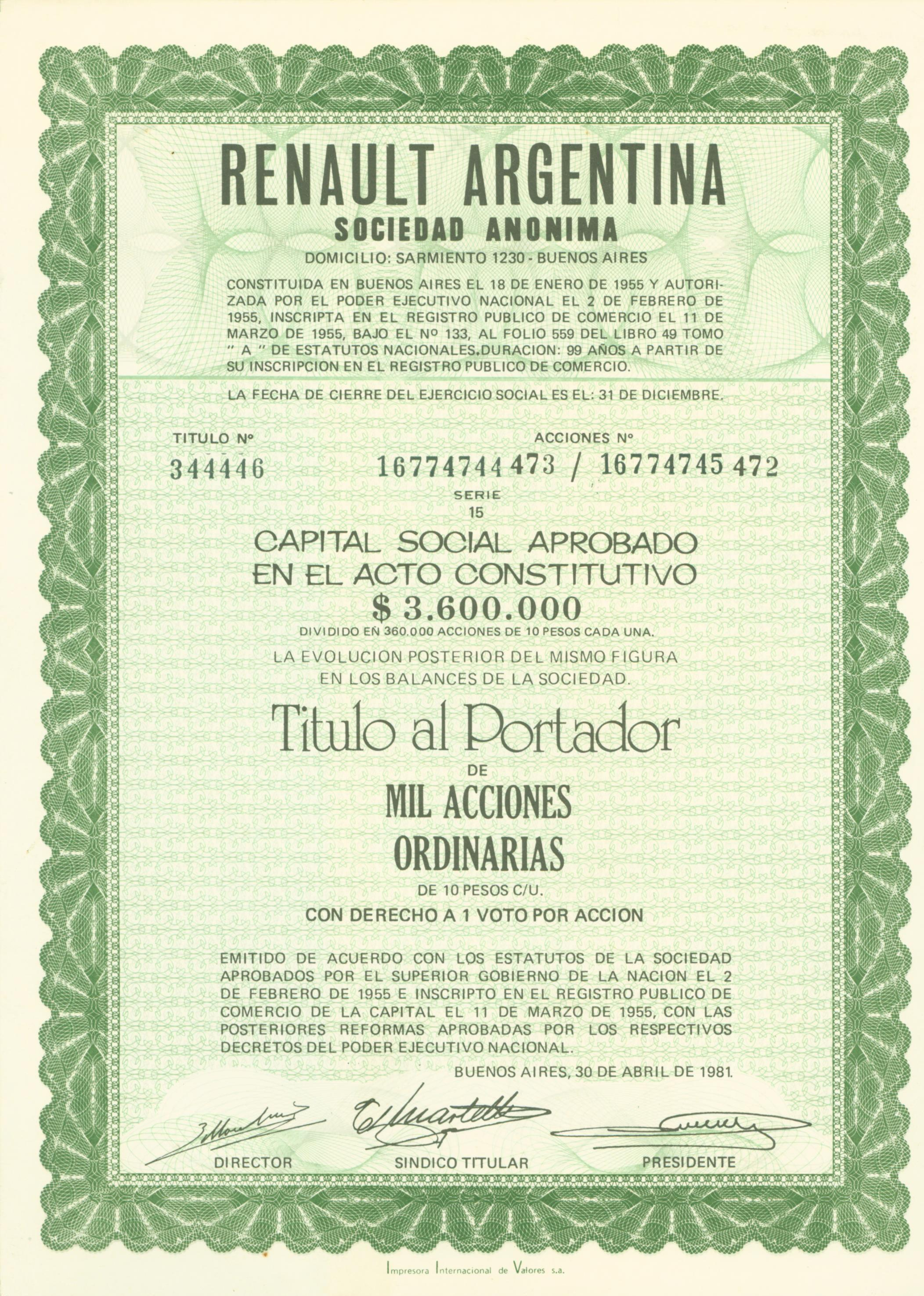
Action de la Renault Argentina S. A. en date du 30 avril 1981

À partir de 1967 la production d'une série de voitures portant le nom de Torino voit le jour. Elles sont construites sur la base des modèles Rambler. Pour relancer la marque avec un modèle non dérivé d'une Rambler américaine, IKA et Rambler font appel au designer italien Pininfarina pour créer en 1965 la IKA Torino qui sera présentée officiellement le 30 décembre 1966 à l'autodrome de Buenos Aires.
En 1975, pour faire face à de grosse difficultés financières aux États-Unis, AMC revend toute sa participation dans IKA à la Régie Renault qui renommera la société "Renault Argentina SA (RASA)". La production de tous les anciens modèles est arrêtée à l'exception des "Torino" qui resteront au catalogue jusqu'en 1982. Mais à partir de 1979, la société argentine IKA est dissoute et Renault Argentina devient une simple usine de production et d'assemblage de modèles Renault, le constructeur argentin n'existe donc plus.
En raison de la crise économique qui frappe les pays d'Amérique latine, en 1992, Renault se désengage du pays et la société "Renault Argentina SA" est vendue et devient "Compagnia Interamerica de Automoviles SA (CIADEA)" avec des capitaux très majoritairement argentins. La CIADEA sera rachetée à prix fort par le constructeur français en 1997 qui voulait profiter de la reprise économique du pays et la renommera "Renault Argentina SA".

## Grandes dates de l’usine IKA Santa Isabel
- 1955 : début de la construction
- 1956 : assemblage du premier véhicule, une Jeep (27 avril). D’autres véhicules de marque Kaiser suivent.
- 1958 : la production est de 22 600 véhicules (IKA est le premier producteur argentin avec 81 % de la production argentine).
- 1959 : accord de fabrication sous licence avec Renault avec le support d’une importante équipe Renault.
- 1960 : assemblage de la première Renault en juillet, une Dauphine (définition adaptée aux mauvaises routes du pays). Un succès. Puis la Frégate et l’Ondine. Production totale : 40 000 véhicules.
- 1961 : croissance économique.
- 1963 : secousses politiques et baisse du marché.
- 1965 : nouvelle phase de croissance. La production est de 55 200 véhicules (28 % de la production argentine). 8500 employés.
- 1966 : nouveaux ateliers. Lancement d’un véhicule national emblématique : la Torino sur base Rambler d’AMC. Nouvelle période d’incertitude politique. IKA rachète une entreprise automobile locale : l’échec la met dans une situation financière délicate.
- 1967 : Renault devient majoritaire avec 70 % des parts. IKA s’appelle IKA Renault. Un groupe important de français remplace la direction américaine.
- 1969 : le marché repart mais IKA Renault en profite peu. Important mouvement de protestation populaire à Cordoba (Cordobazo). Grèves dures avec prises d’otage chez IKA Renault.
- 1970 : Renault rachète le reste des parts. Début d’une nouvelle période d’instabilité politique jusqu'en 1992. Les ventes remontent grâce au renouvellement de la gamme avec le lancement de la Renault 6 et de la Renault 12 (succès durable pour cette dernière jusqu’en 1984). L’usine est modernisée et agrandie : 28 ha de bâtiments.
- 1971 : embellie sur le marché automobile. Mais contrôle des prix. La situation financière d’IKA Renault se dégrade. Contexte de « terrorisme révolutionnaire ». Nouvelles grèves dures.
- 1974 : absentéisme, grèves et baisse de productivité. Nécessité d’embaucher pour continuer à alimenter le réseau commercial.

Renault Argentina SA - RASA (1975 - 1991)
- 1975 : IKA Renault devient Renault Argentina SA (RASA). Les effectifs dépassent les 12 000 personnes.
- 1976 : l’Argentine est en état de cessation de paiement. Hyperinflation (plus de 100 % par an). Coup d’état militaire (Général Videla) et mesures économiques. RASA peut assainir sa situation financière.

## Les principaux modèles produits
- IKA Jeep (1956 - 1978): 85.790 exemplaires Jeep Willys
- IKA Estanciera (1957 - 1970): 84.252 ex. (Jeep Willys SW)
- IKA Baqueano (1959 - 1963) : 13.222 ex. Jeep Willys Truck
- Kaiser Carabela / IKA Carabela (1958 - 1961) : 10.282 ex. (Kaiser Manhattan)
- IKA Bergantin (1960 - 1962) : 8.351 ex. Alfa Romeo 1900
- IKA Rambler (1962 - 1967) : 70.744 ex.
- IKA Jeep Gladiator (1963 - 1967) : 15.433 ex.
- IKA Ambassador (1965 - 1972) : 7.093 ex.
- IKA Torino berline+coupé (196]6 - 1981) : 99.792 ex.
- Dauphine et Ondine (1960 - 1970): 88.355 ex.
- Frégate (1960) : symbolique
- Renault 4 (1963-1987) : 148.170 exemplaires
- Renault 4 Furgon (1963-1987) : 9.145 exemplaires
- Jeep T 80/100 (1967 - 1977) : 13.378 ex.